# Pleurogeophilus herzegowinensis
Pleurogeophilus herzegowinensis är en mångfotingart som först beskrevs av Karl Wilhelm Verhoeff 1901.  Pleurogeophilus herzegowinensis ingår i släktet Pleurogeophilus och familjen storjordkrypare.
Artens utbredningsområde är Bosnien. Inga underarter finns listade i Catalogue of Life.